# Arriate
Arriate ist eine Gemeinde (municipio) mit 4.073 Einwohnern (Stand: 2024) in der Provinz Málaga in der Autonomen Region Andalusien im Süden Spaniens. 

## Geographie
Die Gemeinde Arriate ist eine Enklave im Gemeindegebiet Rondas. 

## Geschichte
Der Ort wurde im Jahre 1630 eine von Ronda unabhängige Gemeinde, nachdem die Einwohner für ihre Unabhängigkeit eine Geldsumme bezahlt hatten. Zu dieser Zeit nahm es seinen heutigen Namen Arriate an, der wahrscheinlich von einem seit der arabischen Zeit bestehenden Landgut stammt. Der Name Arriate leitet sich von dem arabischen Begriff الرياض / ar-riyāḍ ab, der „die Gärten“ bedeutet.

## Bevölkerungsentwicklung
| 1842  | 1900  | 1950  | 1980  | 1990  | 2000  | 2010  | 2020  |
| ----- | ----- | ----- | ----- | ----- | ----- | ----- | ----- |
| 3.028 | 3.028 | 4.387 | 4.387 | 3.301 | 3.543 | 4.143 | 4.117 |